# Consul suffectus
Consul suffectus was een Romeins consul die niet bij het begin van het jaar wordt aangesteld.
Hij is later op het jaar  door de comitia centuriata gekozen. Vaak dient hij als vervanger van een consul ordinarius (gewoon consul), indien deze zijn ambt voortijdig neerlegt.

## Beknopte bibliografie
- Woordenboek Latijn/Nederlands